# الحياة مع لوي
الحياة مع لوي (بالإنجليزية: Life with louie)‏ هو برنامج رسوم متحركة أمريكي الذي يحكى عن طفولة الكوميديان لوي أندرسون الذي ولد في ولاية ويسكونسن. تم بث المسلسل على شبكة فوكس وقناة جيتكس ونجح البرنامج في كسب شعبية كبيرة.

## شخصيات المسلسل
-  لوى أندرسون : بطل أحداث المسلسل، ومحور أحداثه أنه يعاني من زيادة ملحوظة في وزنه ويعيش حياة تبدو مختلفة كثيرًا عن أقرانه ويميل زملاؤه في المدرسة إلى إثارته ومضايقته، وهو ما يرفضه تمامًا ويحب أمه كثيرًا، يتلقى نصائحها بصدر رحب ويدخل في نقاشات متعددة مع والده، ويختلفان في أمور كثيرة ويتمتع بحب أمه الشديد له.
- تومى أندرسون : الأخ الأصغر لـ «لوي»، وهو أيضا بطل أحداث المسلسل، يشبه أخيه «لوي» إلى حد كبير، يبدو وجهه مشابهًا كثيرًا لوجه أمه وهو طفل ودود جدًا، وبعيد تمامًا عن العدوانية والعنف.
- آندي أندرسون : هو والد لوى أندرسون وهو يقول أنه من المحاربين القدامى في الحرب العالمية الثانية ولكن في الحلقة 28 اتضح أن آندى كان يعمل طباخا في الجيش ويتميز آندى بروح الدعابة وكان من أمهر لاعبي الشطرنج.
- أورا أندرسون : هي أم لوى أندرسون وهي طيبة القلب ودائما ما تهدئ آندي عندما يغضب.
- جلين جلين ِ: هو فتى يسكن في نفس شارع أندرسون ودائما ما يضايقه ويعترضه في طريقه ويبدو من شكله أنه صغير السن ومثير للمشاكل.
- هنرييتا شيرمان : هي جدة لوى من ناحية الأم وقد ماتت في إحدى حلقات المسلسل.
- بيبر : هي سمكة أندرسون الذهبية 
- سيد أندرسون، جون أندرسون، داني أندرسون، وبيتر أندرسون : الأخوة الأكبر سنا للوى.
- السيد جنسن، جراند وولد ايرل، وليامز جوس، السيدة ستيلمان : هم جيران أندرسون
- لورا أندرسون، كارول أندرسون، تشارل أندرسون، جولى أندرسون : الأخوات الأكبر سنا.

## روابط خارجية
- الحياة مع لوي على موقع IMDb (الإنجليزية)
- الحياة مع لوي على موقع كينوبويسك (الروسية)
- الحياة مع لوي على موقع قاعدة بيانات الفيلم (الإنجليزية)